# Герб штату Сан-Паулу
Герб штату Сан-Паулу — геральдична емблема та один з офіційних символів бразильського штату Сан-Паулу.

## Історія
Герб був заснований з нагоди Конституційної революції 1932 року указом № 5656, підписаним губернатором Педро Мануелем де Толедо в серпні того ж року.
Створений художником Хосе Вастом Родрігесом, він став символом кампанії «Золото на благо Сан-Паулу».
Використовувався до Третьої Бразильської Республіки в 1937 році, його замінили інші національні символи. Він відновив свою первісну символічну функцію з повторною демократизацією та новою Конституцією 1946 року.
Офіційна графічна версія була створена скульптором Луїсом Морроне і знаходиться в колекції Палаціо дос Бандейрантес.

## Геральдичний опис
Геральдичний опис, наданий законом № 145/1948, є таким:
Стаття 3º. Гербом штату Сан-Паулу є герб, встановлений Декретом № 5.656 від 29 серпня 1932 року, який геральдично описується так: у португальському червоному щиті меч з парчевим руків'ям над перехрестям лаврової гілки з правого боку та дубової гілки з лівого боку, з гострим вістрям, і підкреслений літерами S.P., все сріблястого кольору; клейнод: зірка срібного кольору; вінок: дві гілки кавового дерева з плодами, що плодоносять, його кольору, з гострим краєм; девіз: у сипучій смузі, що проростає на перетині опор, "PRO BRASILIA FIANT EXIMIA", срібного кольору (додаток 3).

Стаття 4º. Виготовлення герба підпорядковуватиметься звичайним геральдичним правилам згідно з описом попередньої статті.
Стаття 5º - При монохромному відтворенні, як це прийнято на офіційних паперах державних установ, Герб позначається емалями (металами та кольорами) згідно з відповідними загальновизнаними геральдичними конвенціями (додаток 4).
Кольори, які використовуються в гербі, не мають законодавчо визначених тональностей. Однак посібник із візуальної ідентифікації уряду штату Сан-Паулу та законодавчої асамблеї штату визначає такі кольори для створення герба:
|  | Колір    | sRGB        | Шістнадцятковий | CMYK        | Рantone         |
|  | -------- | ----------- | --------------- | ----------- | --------------- |
|  | червоний | 220/40/40   | DC2828          | 9/98/100/0  | 485C            |
|  | зелений  | 11/146/31   | 0B921F          | 86/18/100/4 | 347C            |
|  | жовтий   | 247/197/32  | F7C520          | 3/22/100/0  | 123C            |
|  | чорний   | 35/31/32    | 231F20          | 0/0/0/100   | Process Black C |
|  | срібло   | 128/129/129 | 808181          | 35/28/29/30 | 444C            |

Ідентифікаційний посібник штату Сан-Паулу також пропонує варіант штрихового герба, де геральдичні елементи збережені у спрощеному вигляді. Крім екранізації, можливе використання в офіційних ситуаціях у негативній формі.

## Значимість
Указ 5656 від 1932 року описує значення герба таким чином:
- Португальський щит: як доречно для людей португальського походження та відповідно до усталеного використання в Бразилії. Червона емаль, що символізує гордість, зухвалість і славу, увічнює цінність народу Сан-Паулу, який ніколи не похитувався перед жорстокістю боротьби та проливав свою кров за Бразилію та свободу. Срібло, метал, що символізує вірність і шляхетність, також натякає на білий верх, який традиційно носять прихильники Конституції з колоніальних часів і прийнятий як значок конституціоналістських солдатів у поточному революційному русі. Це добре говорить про впорядкованість наших людей, які хочуть жити тільки в умовах верховенства права та правових гарантій, за які вони й досі борються.
- Ініціали SP: означають, що сама назва Сан-Паулу передає його цінність і славу краще, ніж будь-які символи чи емблеми.
- Римський меч, яким користувався апостол Святий Павло, символізує святого покровителя штату. Він досі пам'ятає жест Амадора Буено, епос прапорів, Педро I, який проголошує незалежність на пагорбі Іпіранга, і, нарешті, меч, який у цей час був «витягнутий на честь Закону».
- Лаврові та дубові гілки освячують військову цінність Сан-Паулу, який з колоніальних часів знав, як ушляхетнити традиції хоробрості бразильського народу, і його громадянську цінність, яка завжди була в авангарді великих ініціатив, спрямованих на створення ситуації для Бразилії видатний у концерті вчених народів.
- Срібна зірка (п'тикутна): вказує на те, що Сан-Паулу є однією з одиниць Федерації Бразилії, яку символізує 21 зірка у федеральному гербі.
- Девіз: «PRO BRASILIA FIANT EXIMIA» «ДЛЯ БРАЗИЛІЇ МОЖЕ ЗРОБИТИ ВЕЛИКІ РЕЧІ» підтверджує глибоке відчуття бразильської приналежності народу Сан-Паулу. Це нагадує зусилля, на які діти цієї держави завжди виявляли свою здатність, коли нація вимагала від них максимум жертв, як це відбувається й зараз.
- Гілки кави: вказують на основу суспільного багатства держави та традиції багатства, які Сан-Паулу знав, як створити завдяки наполегливій праці.